# Magna Carta… Holy Grail
A Magna Carta… Holy Grail Jay-Z amerikai rapper tizenkettedik stúdióalbuma. Az album 2013. július 4-én jelent meg ingyenes digitális letöltéssel és július 8-án jelent meg ténylegesen az Universal, a Roc-A-Fella és a Roc Nation kiadásában. Az albumon vendégszerepel többek között Rick Ross, Nas, Justin Timberlake, Beyoncé Knowles és Frank Ocean is. A produceri munkákat elsősorban Timbaland és Jerome "J-Roc" Harmon kezelte, ugyanakkor Boi-1da, Mike Will Made It, Hit-Boy, Mike Dean, No ID, The-Dream, Swizz Beatz és Pharrell Williams is dolgozott az album dalain.
Megjelenését követően a Magna Carta… Holy Grail különböző bírálatokat kapott a zenekritikusoktól, akiknek véleménye az albumról megoszlott. A tényleges megjelenés napján az Egyesült államokban az album Platina minősítést kapott a RIAA-tól 1.000.000 másolat elkelésével, az egyedülálló digitális letöltésnek köszönhetően, megegyezve a Samsunggal. Első helyen debütált a Billboard 200-on eladva 528 000 másolatot az első héten, így Jay-Z 13-dik legsikeresebb albumává vált. Az albumról számos dal ért el helyezéseket különböző országok slágerlistáján, többek között a nagyon sikeres első kislemez, a "Holy Grail", emellett a "Tom Ford", "FuckWithMeYouKnowIGotIt", "Oceans", "Crown", "Picaso Baby" és a "Part II (On the Run)" számok is.

## Az album dalai
| 1.    | Holy Grail (közreműködik Justin Timberlake)      | Justin Timberlake, Shawn Carter, Terius "The-Dream" Nash, Timothy Mosley, Jerome Harmon, Ernest Wilson, Kurt Cobain, Dave Grohl, Krist Novoselic | The-Dream, Timbaland, Jerome "J-Roc" Harmon, No ID | 5:48 |
| 2.    | Picasso Baby                                     | S. Carter, T. Mosley, J. Harmon, Adrian Younge                                                                                                   | Timbaland, J-Roc                                   | 4:05 |
| 3.    | Tom Ford                                         | S. Carter, T. Mosley, J. Harmon | Timbaland, J-Roc                                   | 3:09 |
| 4.    | FuckWithMeYouKnowIGotIt (közreműködik Rick Ross) | S. Carter, Matthew Samuels, Anderson Hernandez, W. Roberts                                                                                       | Boi-1da, Vinylz, Timbaland, J-Roc                  | 4:03 |
| 5.    | Oceans (közreműködik Frank Ocean)                | S. Carter, Christopher Breaux, Pharrell Williams                                                                                                 | Pharell Williams, Timbaland                        | 3:58 |
| 6.    | F.U.T.W.                                         | S. Carter, T. Mosley, J. Harmon | Timbaland, J-Roc                                   | 4:02 |
| 7.    | Somewhereinamerica                               | S. Carter, Chauncey Hollis, Michael Dean | Hit-Boy, Mike Dean                                 | 2:28 |
| 8.    | Crown                                            | S. Carter, Chauncey Hollis, Michael Dean | Travis Scott, Dean, WondaGurl                      | 4:33 |
| 9.    | Heaven                                           | S. Carter, T. Nash, J. Timberlake, T. Mosley, J. Harmon, William Berry, Peter Buck, Mike Mills, Michael Stipe, A. Younge                         | Timbaland, J-Roc                                   | 4:03 |
| 10.   | Versus                                           | S. Carter, Kasseem Dean, J. Davis, T. Mosley, J. Harmon, F. Hubbard, M. Jones, M. Taylor                                                         | Timbaland, Swizz Beatz                             | 0:51 |
| 11.   | Part II (On the Run) (közreműködik Beyoncé)      | S. Carter, James Fauntleroy, T. Mosley, J. Harmon                                                                                                | Timbaland, J-Roc                                   | 5:33 |
| 12.   | Beach Is Better                                  | S. Carter, Michael Williams, M. Middlebrooks | Mike Will Made It, Marz                            | 0:55 |
| 13.   | BBC                                              | S. Carter, P. Williams, Nasir Jones, T. Mosley, J. Timberlake, K. Dean                                                                           | P. Williams                                        | 3:12 |
| 14.   | JAY Z Blue                                       | S. Carter, J. Harmon, C. Broady, T. Mosley, J. Timberlake, Sean Combs, Darryl McDaniels, N. Myrick, Christopher Wallace                          | Timbaland, J-Roc, Timberlake                       | 3:50 |
| 15.   | La Familia                                       | S. Carter, J. Harmon, T. Mosley | Timbaland, J-Roc                                   | 3:33 |
| 16.   | Nickels and Dimes                                | s. Carter, Kyambo Joshua, M. Dean, Sumach Valentine                                                                                              | Kyambo "Hip Hop" Joshua, Dean                      | 5:03 |
| 59:04 |                                                  | |                                                    |      |

| 1. | Open Letter |  | Timbaland, Swizz Beatz | 2:41 |